# Caja Rural-Seguros RGA/Saison 2020
Dieser Artikel listet die Fahrer und die Siege des Radsportteams Caja Rural-Seguros RGA in der Saison 2020.

## Siege
UCI ProSeries
| Datum       | Rennen                         | Fahrer          |
| ----------- | ------------------------------ | --------------- |
| 20. Februar | 2. Etappe Andalusien-Rundfahrt | Gonzalo Serrano |

UCI Continental Circuits
| Datum         | Rennen                       | Kat. | Fahrer          |
| ------------- | ---------------------------- | ---- | --------------- |
| 29. August    | 1. Etappe Ungarn-Rundfahrt   | 2.1  | Jon Aberasturi  |
| 4. September  | 1. Etappe Banja Luka-Belgrad | 2.1  | Xavier Cañellas |
| 30. September | 3. Etappe Portugal-Rundfahrt | 2.1  | Oier Lazkano    |

## Fahrer
| Teamkader 2020                                         | Teamkader 2020    | Teamkader 2020 | Teamkader 2020                        |
| Name                                                   | Geburtsdatum      | Land           | Vorheriges Team                       |
| ------------------------------------------------------ | ----------------- | -------------- | ------------------------------------- |
| Jon Aberasturi                                         | 28. März 1989     | Spanien        | Euskadi-Murias (2018)                 |
| Julen Amezqueta                                        | 12. August 1993   | Spanien        | Wilier Triestina-Selle Italia (2017)  |
| Orluis Aular                                           | 5. November 1996  | Venezuela      | Matrix Powertag (2019)                |
| Aritz Bagües                                           | 19. August 1989   | Spanien        | Euskadi Basque Country-Murias (2019)  |
| Miguel Ángel Ballesteros (1. Aug.–31. Dez., Stagiaire) | 23. Juli 1996     | Spanien        | Polartec-Kometa (2018)                |
| Juan Fernando Calle                                    | 18. Juli 1999     | Kolumbien      |                                       |
| Xavier Cañellas                                        | 16. März 1997     | Spanien        |                                       |
| Jefferson Cepeda                                       | 3. März 1996      | Ecuador        | Team Ecuador (2018)                   |
| Álvaro Cuadros                                         | 12. April 1995    | Spanien        |                                       |
| Josu Etxeberria (1. Aug.–31. Dez., Stagiaire)          | 9. September 2000 | Spanien        | Caja Rural-Seguros RGA amateur (2020) |
| Jhojan García                                          | 10. Januar 1998   | Kolumbien      | Medellín (2019)                       |
| Carlos García Pierna (1. Aug.–31. Dez., Stagiaire)     | 23. Juli 1999     | Spanien        | Kometa U23 (2019)                     |
| David González López                                   | 21. Februar 1996  | Spanien        |                                       |
| Oier Ibarguren (1. Aug.–31. Dez., Stagiaire)           | 27. Januar 1997   | Spanien        |                                       |
| Jon Irisarri                                           | 9. November 1995  | Spanien        | Caja Rural-Seguros RGA amateur (2016) |
| Jonathan Lastra                                        | 3. Juni 1993      | Spanien        | Caja Rural-Seguros RGA amateur (2015) |
| Oier Lazkano                                           | 7. November 1999  | Spanien        | Caja Rural-Seguros RGA (2019)         |
| Matteo Malucelli                                       | 20. Oktober 1993  | Italien        | Androni Giocattoli-Sidermec (2018)    |
| Sergio Martín                                          | 13. Dezember 1996 | Spanien        |                                       |
| Joel Nicolau                                           | 23. Dezember 1997 | Spanien        |                                       |
| Alejandro Osorio                                       | 28. Mai 1998      | Kolumbien      | Nippo-Vini Fantini-Faizanè (2019)     |
| Cristian Rodríguez                                     | 3. März 1995      | Spanien        | Wilier Triestina-Selle Italia (2017)  |
| Héctor Sáez                                            | 6. November 1993  | Spanien        | Euskadi Basque Country-Murias (2019)  |
| Gonzalo Serrano                                        | 17. August 1994   | Spanien        | Caja Rural-Seguros RGA amateur (2017) |
| Carmelo Urbano                                         | 3. Februar 1997   | Spanien        |                                       |
|                                                        |                   |                |                                       |
| Quelle: ProCyclingStats                                |                   |                |                                       |